# رابرت پفار
رابرت پفار (انگلیسی: Robert Pfarr; ۲۴ ژوئیهٔ ۱۹۲۰ – ۱۵ اکتبر ۲۰۰۶) دوچرخه‌سوار اهل ایالات متحده آمریکا بود. وی در بازی‌های المپیک تابستانی ۱۹۶۰ شرکت کرده است.